# BMW 700
La BMW 700 è un modello di automobile economica costruito in varie versioni dalla casa automobilistica tedesca BMW tra il 1959 e il 1965.

## Storia
Nata dalla positiva esperienza della BMW 600 con la quale si era dimostrata la bontà dell'accoppiamento di un corpo vettura leggero con il motore boxer di derivazione motociclistica, la BMW 700 è la prima automobile economica, interamente realizzata dalla casa bavarese nel secondo dopoguerra.
Inizialmente, nel 1959, venne proposta nelle versioni a due posti coupé (nome in codice E119) e cabriolet (nome in codice E110), dal 1960 verrà anche costruita nella versione berlina due porte a quattro posti, denominata Limousine (nome in codice E107).
I modelli, caratterizzati dalle linee sobrie create da Giovanni Michelotti, otterranno un grande successo di vendite che risolleverà l'azienda dalla grave crisi finanziaria in cui era caduta per l'errata scelta di produrre, nei primi anni cinquanta, lussuose automobili come la 501, la 502, la 503 e la 507, difficilmente proponibili nella devastata economia europea di quegli anni e poco gradite dal pubblico statunitense a causa dei recenti trascorsi di belligeranza.
Grazie ai capitali e alla popolarità acquisita prima con la 600 e poi con la 700, la BMW riuscì ad abbandonare la produzione di vetture economiche per ritornare nella cerchia dei costruttori di automobili lussuose e sportive, investendo le nuove risorse nel progetto Neue Klasse.
Sul mercato italiano la BMW 700 ebbe scarsa fortuna, a causa del lungo periodo di attesa per la consegna di oltre quattro mesi e, soprattutto, in ragione dell'elevato prezzo di acquisto (956.000 Lire franco concessionario e addirittura 1.235.000 Lire per la "Coupé Sport", nel 1961) che risultava ben superiore alle concorrenti vetture nazionali.

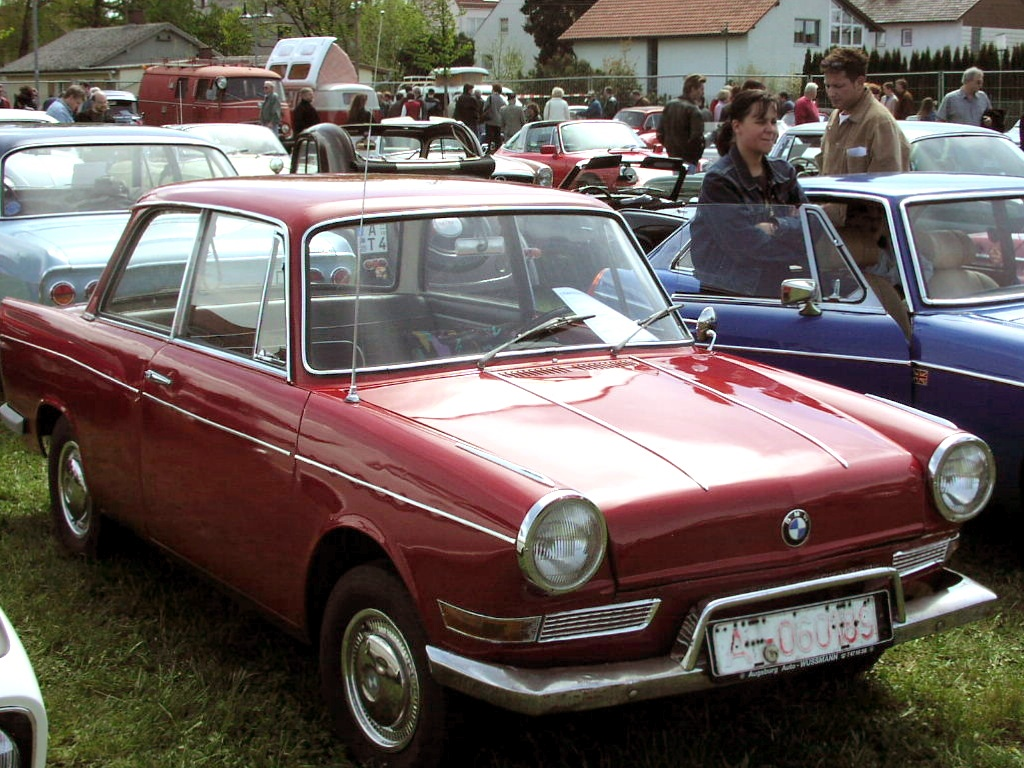
BMW 700 LS Luxus

La gamma si arricchì nel 1962 della versione Luxus, presentata al salone di Ginevra e riservata alla sola berlina, che si distingueva per le maggiori dimensioni, dovute a un aumento generale della lunghezza di 32 cm (interasse aumentato di 16 cm) e per gli equipaggiamenti. Ne fu prodotta anche una versione semplificata, meno rifinita, ma sempre con passo allungato. Con la LS Luxus, la casa di Monaco volle proporre un modello che colmasse il vuoto presente tra le 700 più semplificate e le nuove berline della Neue Klasse nate nel 1961.
L'importanza storica della BMW 700 è stata notevole e va di pari passo con quelle della BMW Isetta e della BMW 600: se queste ultime hanno permesso all'afflitta popolazione tedesca di motorizzarsi a costi minimi, la 700 ha permesso, sempre a costi non molto alti, di poter avere una vera vettura e di poter credere in essa anche grazie ai suoi vari exploit, soprattutto in campo sportivo. In ogni caso, queste tre vetture hanno permesso alla casa bavarese di rialzarsi dopo i duri colpi commerciali e post-bellici.

## Caratteristiche estetiche

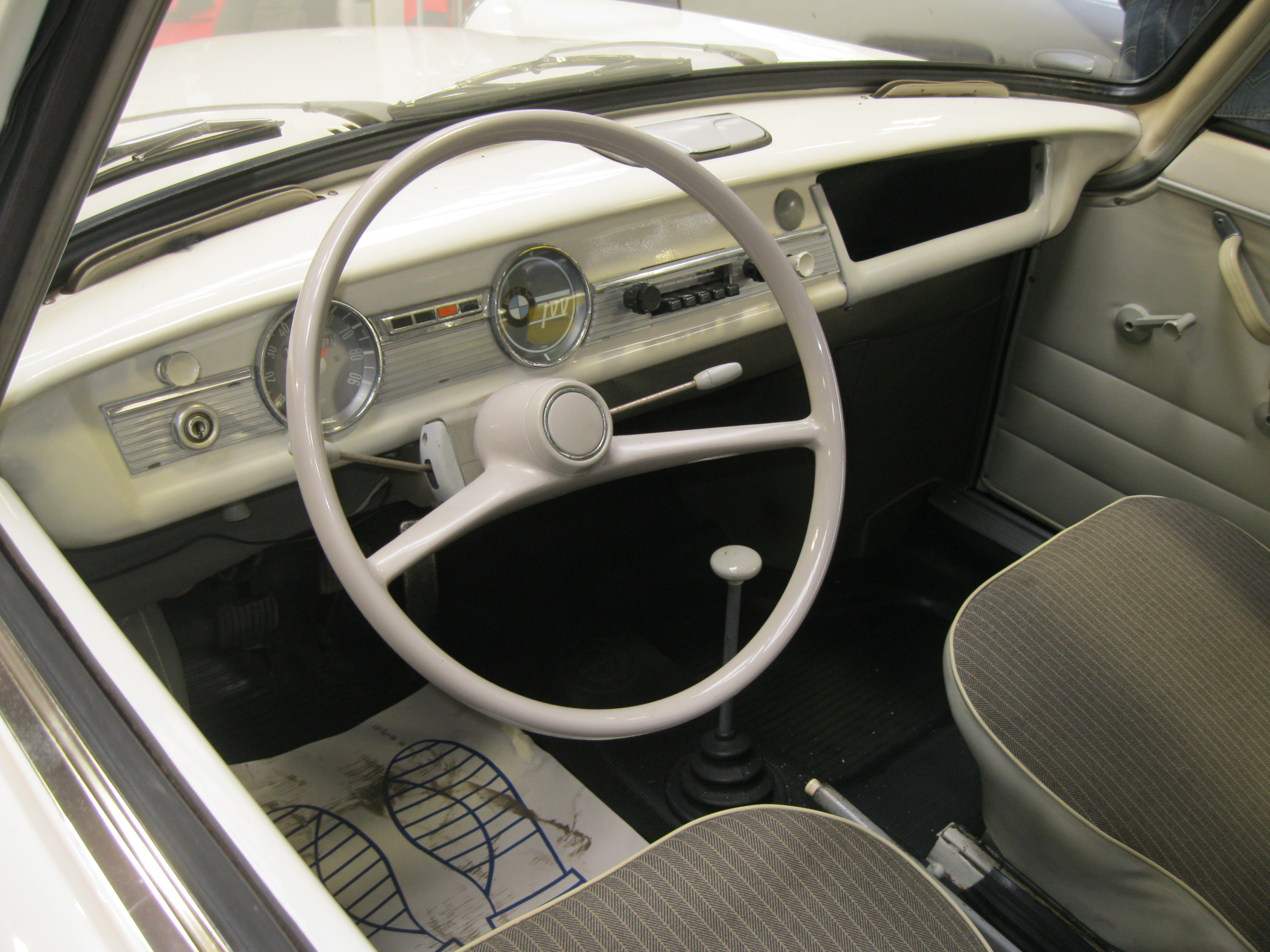
Gli interni

Come la BMW 600, sua diretta antenata, e come la BMW 250, versione tedesca della Iso Isetta prodotta su licenza, anche la BMW 700 si distaccava dall'abituale produzione di fascia alta della casa dell'elica; a differenza delle due precedenti piccole vetture, sfoggiava però un design più classico e tradizionale, frutto della matita del designer italiano Michelotti: nella versione berlina a due porte Limousine, la linea appare molto equilibrata e persino elegante, grazie alle sue linee tese e spigolose. Anche nel caso della BMW 700, troviamo caratteristiche estetiche che la discostavano dall'abituale produzione BMW, come per esempio l'assenza di una calandra a "doppio rene", caratteristica che distingueva tutte le vetture dell'azienda. Il frontale, in questo modo, somigliava a quelli delle vetture FIAT, se non fosse per il piccolo stemma posto al centro del muso. La coda rispecchiava lo stile delle auto europee di quegli anni, con un accenno di pinne posteriori e fari sottili a sviluppo verticale. Sempre in coda troviamo le prese d'aria per il raffreddamento del piccolo bicilindrico da 0,7 litri.
Nel complesso, la linea appare più filante nella versione coupé, la prima a essere commercializzata, sebbene l'abitabilità posteriore risultasse più precaria.
Un discorso a parte merita la versione cabriolet, più costosa e rifinita. La sua linea era opera di Baur, da sempre uno specialista nel disegnare BMW con carrozzeria scoperta.

## Produzione

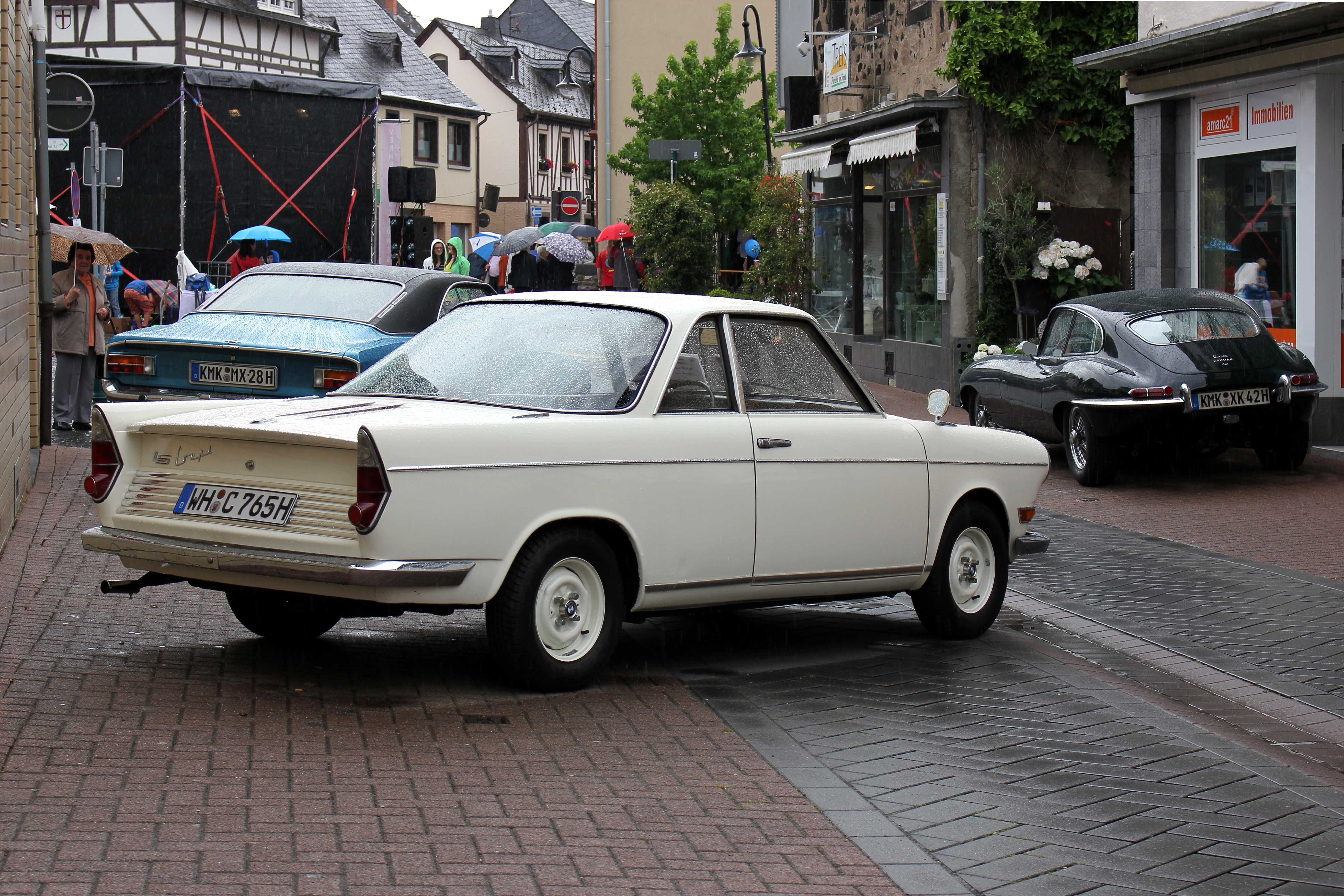
BMW 700 LS Coupé

- 700 Coupé (1959-64): 19.896 esemplari
- 700 Cabriolet (1959-64): 2.592 esemplari
- 700 Limousine (1960-61): 62.141 esemplari
- 700 Coupé Sport (1960-64): 9.346 esemplari
- 700 LS Luxus (1962-65): 92.416 esemplari
- 700 LS Coupé (1964-65): 1.730 esemplari

## Dati tecnici
| Caratteristiche tecniche - BMW 700 Limousine del 1961                                                                          | Caratteristiche tecniche - BMW 700 Limousine del 1961 | Caratteristiche tecniche - BMW 700 Limousine del 1961 | Caratteristiche tecniche - BMW 700 Limousine del 1961 | Caratteristiche tecniche - BMW 700 Limousine del 1961 | Caratteristiche tecniche - BMW 700 Limousine del 1961 |
| --- | --- | --- | --- | --- | --- |
| | | | | | |
| Configurazione | | | | | |
| Carrozzeria: cabriolet | Carrozzeria: cabriolet | Posizione motore: posteriore | Posizione motore: posteriore | Trazione: posteriore | Trazione: posteriore |
| Dimensioni e pesi | | | | | |
| Posti totali: 4 | Posti totali: 4 | Bagagliaio: | Bagagliaio: | Serbatoio: 33 litri | Serbatoio: 33 litri |
| Masse | a vuoto: 640 kg | a vuoto: 640 kg | a vuoto: 640 kg | a vuoto: 640 kg | a vuoto: 640 kg |
| Meccanica | | | | | |
| Tipo motore: Ciclo Otto, posteriore, bicilindrico boxer con camere di combustione emisferiche, in blocco con frizione e cambio | Tipo motore: Ciclo Otto, posteriore, bicilindrico boxer con camere di combustione emisferiche, in blocco con frizione e cambio | Tipo motore: Ciclo Otto, posteriore, bicilindrico boxer con camere di combustione emisferiche, in blocco con frizione e cambio | Cilindrata: (Alesaggio x corsa = 78 x 73 mm) 697 cm³ | Cilindrata: (Alesaggio x corsa = 78 x 73 mm) 697 cm³ | Cilindrata: (Alesaggio x corsa = 78 x 73 mm) 697 cm³ |
| Distribuzione: albero a camme centrale con valvole inclinate, comandate da aste e bilancieri                                   | Distribuzione: albero a camme centrale con valvole inclinate, comandate da aste e bilancieri | Distribuzione: albero a camme centrale con valvole inclinate, comandate da aste e bilancieri | Alimentazione: | Alimentazione: | Alimentazione: |
| Prestazioni motore | Potenza: 30 CV DIN a 5.200 giri/min / Coppia: 5,1 mkg a 3.400 giri/min | Potenza: 30 CV DIN a 5.200 giri/min / Coppia: 5,1 mkg a 3.400 giri/min | Potenza: 30 CV DIN a 5.200 giri/min / Coppia: 5,1 mkg a 3.400 giri/min | Potenza: 30 CV DIN a 5.200 giri/min / Coppia: 5,1 mkg a 3.400 giri/min | Potenza: 30 CV DIN a 5.200 giri/min / Coppia: 5,1 mkg a 3.400 giri/min |
| Frizione: | Frizione: | Frizione: | Cambio: Manuale a 4 rapporti + RM | Cambio: Manuale a 4 rapporti + RM | Cambio: Manuale a 4 rapporti + RM |
| Telaio | | | | | |
| Corpo vettura | Scocca metallica con pianale inferiore portante saldato alla carrozzeria | Scocca metallica con pianale inferiore portante saldato alla carrozzeria | Scocca metallica con pianale inferiore portante saldato alla carrozzeria | Scocca metallica con pianale inferiore portante saldato alla carrozzeria | Scocca metallica con pianale inferiore portante saldato alla carrozzeria |
| Sterzo | a cremagliera con barre di accoppiamento a 2 pezzi | a cremagliera con barre di accoppiamento a 2 pezzi | a cremagliera con barre di accoppiamento a 2 pezzi | a cremagliera con barre di accoppiamento a 2 pezzi | a cremagliera con barre di accoppiamento a 2 pezzi |
| Sospensioni | anteriori: A ruote indipendenti con doppi bracci longitudinali, molle elicoidali e ammortizzatori idraulici telescopici / posteriori: A ruote indipendenti con bracci triangolari longitudinati montati su silentbloc, molle a spirale e ammortizzatori idraulici | anteriori: A ruote indipendenti con doppi bracci longitudinali, molle elicoidali e ammortizzatori idraulici telescopici / posteriori: A ruote indipendenti con bracci triangolari longitudinati montati su silentbloc, molle a spirale e ammortizzatori idraulici | anteriori: A ruote indipendenti con doppi bracci longitudinali, molle elicoidali e ammortizzatori idraulici telescopici / posteriori: A ruote indipendenti con bracci triangolari longitudinati montati su silentbloc, molle a spirale e ammortizzatori idraulici | anteriori: A ruote indipendenti con doppi bracci longitudinali, molle elicoidali e ammortizzatori idraulici telescopici / posteriori: A ruote indipendenti con bracci triangolari longitudinati montati su silentbloc, molle a spirale e ammortizzatori idraulici | anteriori: A ruote indipendenti con doppi bracci longitudinali, molle elicoidali e ammortizzatori idraulici telescopici / posteriori: A ruote indipendenti con bracci triangolari longitudinati montati su silentbloc, molle a spirale e ammortizzatori idraulici |
| Freni | anteriori: a tamburo / posteriori: a tamburo da 200 mm con comando idraulico; Superficie frenante totale di 588 cm2; Freno a mano meccanico sulle ruote posteriori                                                                                                | anteriori: a tamburo / posteriori: a tamburo da 200 mm con comando idraulico; Superficie frenante totale di 588 cm2; Freno a mano meccanico sulle ruote posteriori                                                                                                | anteriori: a tamburo / posteriori: a tamburo da 200 mm con comando idraulico; Superficie frenante totale di 588 cm2; Freno a mano meccanico sulle ruote posteriori                                                                                                | anteriori: a tamburo / posteriori: a tamburo da 200 mm con comando idraulico; Superficie frenante totale di 588 cm2; Freno a mano meccanico sulle ruote posteriori                                                                                                | anteriori: a tamburo / posteriori: a tamburo da 200 mm con comando idraulico; Superficie frenante totale di 588 cm2; Freno a mano meccanico sulle ruote posteriori                                                                                                |
| Pneumatici | 5,20 - 12 | 5,20 - 12 | 5,20 - 12 | 5,20 - 12 | 5,20 - 12 |
| Prestazioni dichiarate | | | | | |
| Velocità: 120 km/h | Velocità: 120 km/h | Velocità: 120 km/h | Accelerazione: | Accelerazione: | Accelerazione: |
| Consumi | 5,9 lt/100 km | 5,9 lt/100 km | 5,9 lt/100 km | 5,9 lt/100 km | 5,9 lt/100 km |

## Attività sportiva

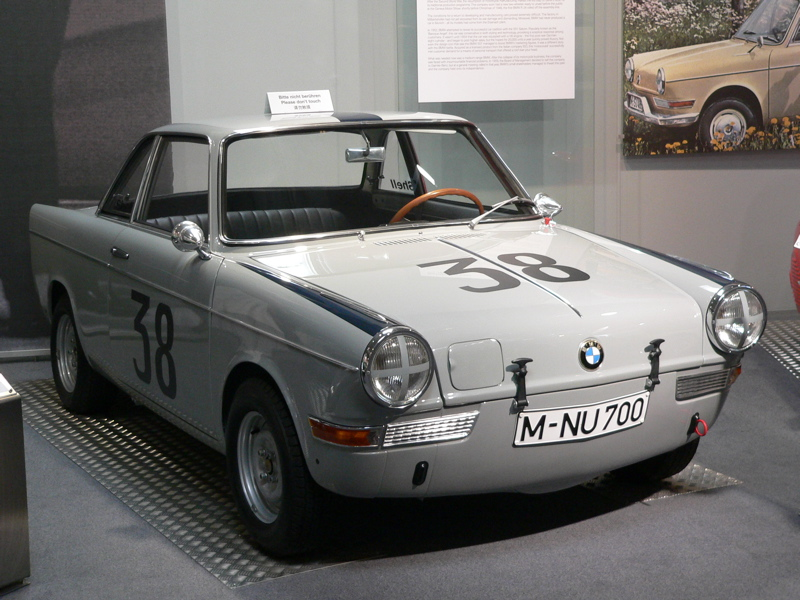
BMW 700 CS

È stata costruita anche una versione da competizione della 700 Coupé, denominata 700 CS, la quale montava un nuovo carburatore e beneficiava di un aumento del rapporto di compressione.  

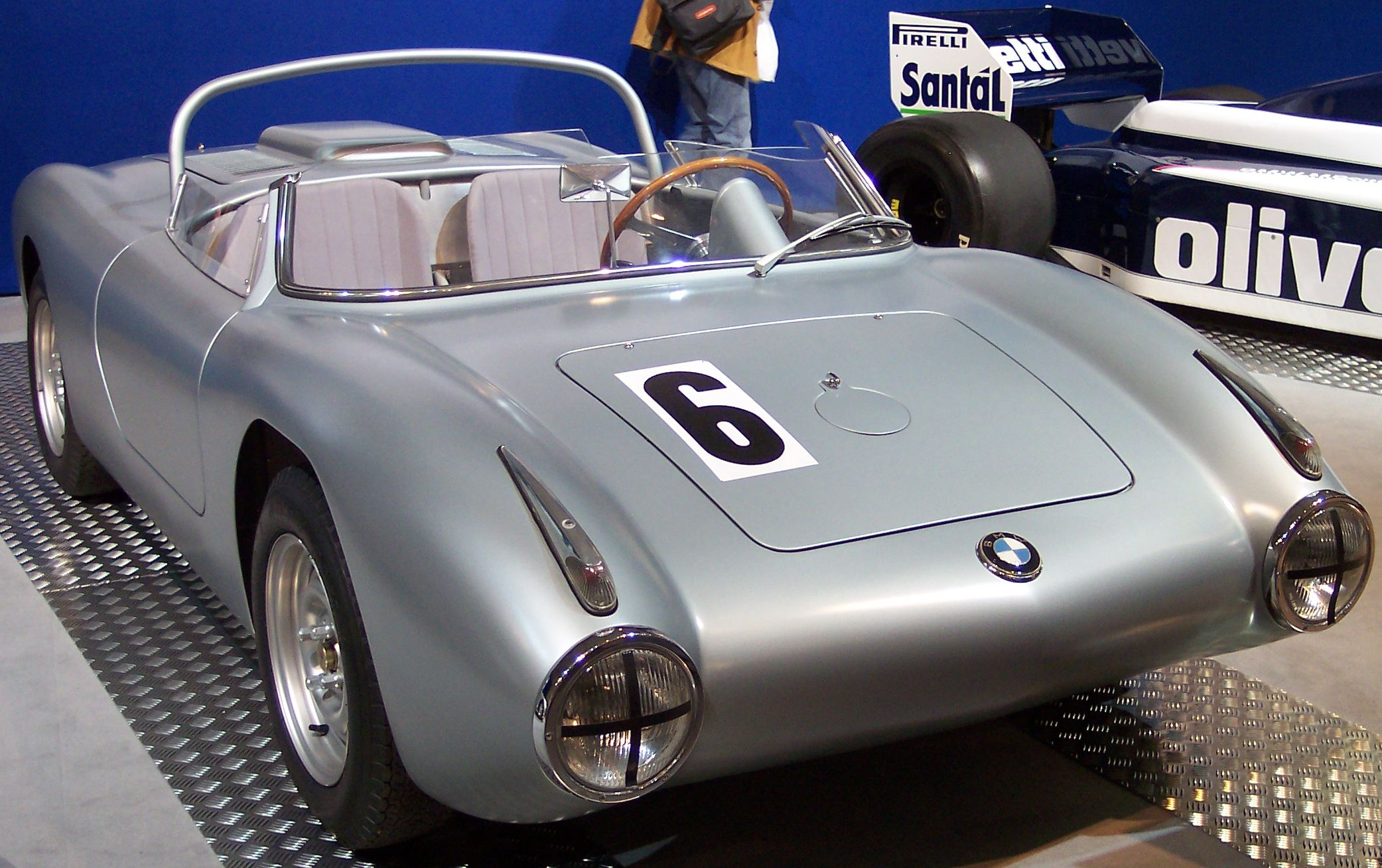
BMW 700 RS

In questo modo, la potenza massima passava da 30 a 40 CV e faceva della 700 CS la base per una vettura da usare nelle gare agonistiche, e che si aggiudicò numerose manifestazioni, quali il Campionato Tedesco della Montagna e la Coppa Europea Turismo, grazie anche a piloti come Hans Stuck, Hubert Hahne e Jacky Ickx.
Sempre per quanto riguardava l'attività sportiva, dalle 700 con carrozzeria di serie, furono derivate anche delle versioni con carrozzeria barchetta denominate 700 RS.